# EMAS (letalska steza)
EMAS - engineered materials arrestor system tudi Arrester bed je posebej zasnovan material, ki se uporablja na koncu letaliških stez. Namenjen je ustavljanju letal, če le-ta prekoračijo stezo. Material je mehak in se ob udarcu deformira, tako da ne bistveno poškoduje letala. EMAS poveča varnost v primeru, ko se letalo po pristanku ne more ustaviti ali pa pilot pri veliki hitrosti prekine vzlet.
Do 20. avgusta 2014 je bilo 9 incidentov, ko se se letala ustavila s tem sistemom.